# Prehistoria ziem rosyjskich
Prehistoria ziem rosyjskich to okres dziejów ziem rosyjskich od pojawienia się na nich pierwszych człowiekowatych i samego człowieka współczesnego (Homo sapiens sapiens) do pojawienia się pisma. Ze względu na zróżnicowanie kulturowe ziem rosyjskich w okresie prehistorycznym (np. pojawienie się pisma następowało po upływie wielu lat w różnych regionach Rosji) wyróżnia się cztery zasadnicze obszary badań: Rosję europejską, Północny Kaukaz, Syberię i Daleki Wschód. Za koniec prehistorii europejskiej części Rosji przyjmuje się tradycyjnie VIII wiek naszej ery.

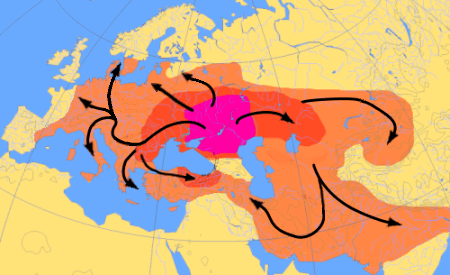
Przypuszczalne kierunki migracji ludności praindoeuropejskie na podstawie teorii kurhanowej. Fioletowo zaznaczony najstarszy obszar (4000-3500 lat p.n.e.). Barwa ciemnopomarańczowa oznacza obszary zasiedlone do ok. 2500 r. p.n.e., a barwa jasnopomarańczowa tereny zasiedlone do ok. 1000 r. p.n.e.

## Epoka kamienia
Około 2 miliony lat temu Homo erectus wyemigrował z Azji Zachodniej na Północny Kaukaz (stanowisko archeologiczne Kermek (Кермек) na półwyspie Tamański). Do finału średniego Villafranca (2,1—1,97 mln L. N.) należy kość wielbłąda z gatunku Paracamelus alutensis ze śladami sterówki i piłowania-cięcie kamiennym narzędziem znalezionym w kamieniołomie Liventsovka (Ливенцовка) na obrzeżach Rostowa nad Donem. Na parkingu archeologicznym Bogatyri/Niebieski Balka (Богатыри/Синяя балка) w czaszce Elasmotherium caucasicum, która żyła 1,5-1,2 miliona lat, znaleziono kamienne narzędzie.
Skamielina człowieka Denisowskie ma około 110 000 lat. DNA fragmentu kości, znanego w jaskini Denisowej, zmarłego około 90 000 lat nastolatka, wskazuje, że była to hybryda matki neandertalskiej i ojca denisowskiego (Denisovan 11).
Najstarszy Homo sapiens na tym dużym terytorium (kość udowa z Ust-Ishim) pochodzi z 45 000 lat temu w Środkowej Syberii (Усть-ишимский человек).
W czasach prehistorycznych szerokie stepy południowej Rosji były zasiedlone przez pasterskich nomadów. Według teorii kurhanowej ludność praindoeuropejska uformowała się na południu dzisiejszej Rosji (ok. 10 000 lat temu) a następnie migrując do Europy i Azji dała początek m.in. Grekom, Germanom, Celtom, Bałtom, Słowianom i ludom indo-irańskim. Przypuszczalnie po zakończeniu epoki lodowcowej w europejskiej części Rosji uformowały się plemiona ugrofińskie. Nowo przybyłe ludy wkrótce zdominowały ludność paleoeuropejską, która uległa całkowitej asymilacji z migrantami.

## Epoka żelaza

### Okres wpływów greckich i rzymskich
Starożytni Grecy założyli wiele kolonii na rosyjskim wybrzeżu Morza Azowskiego i Czarnego (m.in. Tanais, Fanagoria, Hermonassa, Gorgippia) przynosząc ze sobą zdobycze cywilizacji klasycznej. W wyniku zjednoczenia się greckich kolonii powstało nad Morzem Azowskim Królestwo Bosporańskie (ok. 480 p.n.e. – II wiek n.e.), które wkrótce stało się zależne od Cesarstwa rzymskiego a następnie Bizancjum.

### Wędrówka ludów
W epoce żelaza na terytorium Rosji wędrowały liczne ludy różnego pochodzenia, m.in. Hunowie, Alanowie, Awarowie, Bułgarzy, Chazarowie, Połowcy i Węgrzy. Ok. 632 roku powstało na południu Rosji pierwsze państwo bułgarskie, tzw. Stara Wielka Bułgaria, które upadło ok. 671 r. na skutek poniesionej klęski w wojnie z Chazarami. Bułgarzy emigrowali wówczas do Europy dając początek dzisiejszemu państwu bułgarskiemu oraz nad Wołgę, gdzie utworzyli Bułgarię Kamską (VII-XIII w.). W starożytnym Rzymie Step Pontyjski był znany jako Scytia a jego kresy zachodnie również jako Sarmacja. Dorzecze Dniepru było zasiedlone przez Słowian już w V w. n.e. Niektóre ziemie późniejszego Wielkiego Księstwa Moskiewskiego, zwłaszcza obszary północno-wschodnie, zostały zasiedlone przez ludność słowiańską po 1000 r. W poł. VII w. na terenach Północnego Kaukazu powstał Kaganat Chazarski (ok. 650-969) – jedyne znane państwo judaistyczne, którego mieszkańcy nie byli etnicznymi Żydami. Chazarowie opanowali w VIII w. znaczne obszary południowej Rosji i Ukrainy podporządkowując sobie część wschodniej Słowiańszczyzny (m.in. plemię Polan).